# تشارلز كولينز (لاعب هوكي الجليد)
تشارلز كولينز هو لاعب هوكي الجليد كندي، ولد في 18 سبتمبر 1882 في كولينجوود في كندا، وتوفي في 28 يوليو 1920.